# Европско првенство у атлетици на отвореном 1990 — скок удаљ за мушкарце
Скок удаљ у мушкој конкуренцији на Европском првенству у атлетици 1990. у Сплиту одржан је 29. и 30. августа на стадиону Пољуд.

## Земље учеснице
Учествовала су 22 такмичара из 14 земаља. 
| - Бугарска (1) - Грчка (1) - Западна Немачка (2) - Источна Немачка (1) | - Италија (3) - Југославија (3) - Португалија (1) - Румунија (1) - Совјетски Савез (2) | - Уједињено Краљевство (3) - Финска (2) - Француска (1) - Холандија (1) - Шпанија (1) |

## Рекорди
| Рекорди пре почетка Европског првенства 1990. | Рекорди пре почетка Европског првенства 1990. | Рекорди пре почетка Европског првенства 1990. | Рекорди пре почетка Европског првенства 1990. | Рекорди пре почетка Европског првенства 1990. |
| --------------------------------------------- | --------------------------------------------- | --------------------------------------------- | --------------------------------------------- | --------------------------------------------- |
| Светски рекорд                                | Боб Бимон Сједињене Државе                    | 8,90                                          | Мексико Сити, Мексико                         | 18. октобар 1968                              |
| Европски рекорд                               | Роберт Емијан Совјетски Савез                 | 8,86                                          | Цахкадзор, СССР                               | 22. мај 1987                                  |
| Рекорд Европских првенстава                   | Луц Домбровски Источна Немачка                | 8,41                                          | Атина, Грчка                                  | 9. септембар 1982                             |
| Рекорд Европских првенстава                   | Роберт Емијан Совјетски Савез                 | 8,41                                          | Штутгарт, Западна Немачка                     | 29. август 1986                               |
| Најбољи светски резултат сезоне               | Мајк Пауел Сједињене Државе                   | 8,66                                          | Вилнев д’Аск, Француска                       | 29. јун 1990                                  |
| Најбољи европски резултат сезоне              | Роберт Емијан Совјетски Савез                 | 8,32                                          | Барселона, Шпанија                            | 16. јул 1990                                  |

## Најбољи резултати у 1990. години
Најбољи атлетичари у скоку удаљ 1990. године пре почетка европског првенства (26. августа 1990) заузимало је следећи пласман на европској и светској ранг листи (СРЛ).
| 1.  | Роберт Емијан      | Совјетски Савез  | 8,32 | 16. јул    | 4. СРЛ   |
| 2.  | Sergey Podgayni    | Совјетски Савез  | 8,25 | 18. август | 5. СРЛ   |
| 3.  | Борут Билач        | Југославија      | 8,24 | 5. јул     | 6. СРЛ   |
| 4.  | Вјачеслав Бордуков | Совјетски Савез  | 8,21 | 18. август | 7. СРЛ   |
| 5.  | Ђовани Еванђелисти | Италија          | 8,19 | 19. мај    |          |
| 6.  | Владимир Ратушков  | Совјетски Савез  | 8,16 | 11. август |          |
| 7.  | Фаусто Фриђерио    | Италија          | 8,15 | 16. јул    | =10. СРЛ |
| 8.  | Стјуарт Фокнер     | Велика Британија | 8,15 | 16. јул    | =10. СРЛ |
| 9.  | Сергеј Кравченко   | Совјетски Савез  | 8,11 | 2. јун     |          |
| 10. | Андреј Игнатов     | Совјетски Савез  | 8,11 | 6. јул     |          |
| 11. | Андре Милер        | Источна Немачка  | 8,11 | 19. август | 13. СРЛ  |
|     |                    |                  |      |            |          |
| 22. | Синиша Ерготић     | Југославија      | 8,00 | 11. август |          |
| 41. | Ненад Стекић       | Југославија      | 7,90 | 24. јун    |          |

Такмичари чија су имена подебљана учествовали су на ЕП.

## Освајачи медаља
|                            |                        |                         |
| Дитмар Хаф Западна Немачка | Анхел Ернандез Шпанија | Борут Билач Југославија |

## Резултати

### Квалификације
У квалификацијама такмичари су били подељени у две групе. Квалификациона норма за улазак у финале износила је 7,95 метара. Норму су прескочило 7 такмичара, а осталих 5 пласирали су се на основу постигнутог резултата(кв).
| Пласман | Група | Такмичар              | Земља                | Резултат | Белешке |
| ------- | ----- | --------------------- | -------------------- | -------- | ------- |
| 1.      | Б     | Јармо Карна           | Финска               | 8,13     | КВ      |
| 2.      | Б     | Frans Maas            | Холандија            | 8,04     | КВ      |
| 3.      | Б     | Дитмар Хаф            | Западна Немачка      | 8,04     | КВ      |
| 4.      | Б     | Борут Билач           | Југославија          | 8,02     | КВ      |
| 5.      | Б     | Богдан Тудор          | Румунија             | 8,02     | КВ      |
| 6.      | Б     | Анхел Ернандез        | Шпанија              | 8,00     | КВ      |
| 7.      | А     | Синиша Ерготић        | Југославија          | 7,99     | КВ      |
| 8.      | Б     | Владимир Ратушков     | Совјетски Савез      | 7,93     | кв      |
| 9.      | А     | Марк Форсајт          | Уједињено Краљевство | 7,91     | кв      |
| 10.     | Б     | Ђовани Еванђелисти    | Италија              | 7,91     | кв      |
| 11.     | А     | Кристијан Томас       | Западна Немачка      | 7,90     | кв      |
| 12.     | А     | Костантинос Кукодимос | Грчка                | 7,90     | кв      |
| 13.     | А     | Андре Милер           | Источна Немачка      | 7,85     |         |
| 14.     | А     | Јуха Киви             | Финска               | 7,70     |         |
| 15.     | А     | Жан-Луј Рапнуј        | Француска            | 7,68     |         |
| 16.     | А     | Фаусто Фриђерио       | Италија              | 7,62     |         |
| 17.     | А     | Милко Кампус          | Италија              | 7,57     |         |
| 18.     | Б     | Стјуарт Фокнер        | Уједињено Краљевство | 7,48     |         |
| 19.     | Б     | Данијел Иванов        | Бугарска             | 7,41     |         |
| 20.     | Б     | Карлос Кастилбранко   | Португалија          | 6,96     |         |
|         |       | Роберт Емијан         | Совјетски Савез      | БП       |         |
|         |       | Ненад Стекић          | Југославија          | БП       |         |

### Финале
| Пласман | Такмичар             | Земља                | Резултат | Белешке |
| ------- | -------------------- | -------------------- | -------- | ------- |
|         | Дитмар Хаф           | Западна Немачка      | 8,25     | ЛР      |
|         | Анхел Ернандез       | Шпанија              | 8,15     |         |
|         | Борут Билач *        | Југославија          | 8,09     |         |
| 4.      | Frans Maas           | Холандија            | 8,00     |         |
| 5.      | Владимир Ратушков    | Совјетски Савез      | 7,99     |         |
| 6.      | Јармо Карна          | Финска               | 7,95     |         |
| 7.      | Ђовани Еванђелисти   | Италија              | 7,93     |         |
| 8.      | Богдан Тудор         | Румунија             | 7,86     |         |
| 9.      | Синиша Ерготић       | Југославија          | 7,83     |         |
| 10.     | Костадинос Кукодимос | Грчка                | 7,79     |         |
| 11.     | Марк Форсајт         | Уједињено Краљевство | 7,79     |         |
| 12.     | Кристијан Томас      | Западна Немачка      | 7,74     |         |

- Освајач бронзане медаље у скоку удаљ Борут Билач, био је дисквалификован због сумње на допинг[5] али је касније ослобођен оптужби и враћена му је медаља.[6].